# Martin P5M Marlin
Martin P5M Marlin (P-5 Marlin sau năm 1962), do hãng Glenn L. Martin Company chế tạo, đây là một loại tàu bay động cơ piston, được đưa vào phục vụ năm 1951 và loại biên cuối thập niên 1960.

## Biến thể
XP5M
P5M-1
P5M-1G
P5M-1S
P5M-1T
P5M-2
P5M-2S
P5M-2G
P-5A
SP-5A
TP-5A
P-5B
SP-5B

## Quốc gia sử dụng
Pháp
- Hải quân Pháp

 Hoa Kỳ
- Bảo vệ Bờ biển Hoa Kỳ
- Hải quân Hoa Kỳ

## Tính năng kỹ chiến thuậts (P5M-2)
Dữ liệu lấy từ Hải quân Hoa Kỳ Aircraft since 1911.
Đặc điểm tổng quát
- Kíp lái: 11
- Chiều dài: 100 ft 7 in (30,7 m)
- Sải cánh: 117 ft 2 in (35,7 m)
- Chiều cao: 32 ft 9 in (10 m)
- Diện tích cánh: 1.406 ft² (130,1 m²)
- Trọng lượng rỗng: 50.485 lb (22.900 kg)
- Trọng lượng có tải: 72.600 lb (33.000 kg)
- Trọng lượng cất cánh tối đa: 85.000 lb (38.600 kg)
- Động cơ: 2 × Wright R-3350-32WA kiểu động cơ piston bố trí tròn, 3.450 hp (2.570 kW)  mỗi chiếc

 Hiệu suất bay 
- Vận tốc cực đại: 218 kn (404 km/h, 251 mph)
- Vận tốc hành trình: 130 kn (242 km/h, 150 mph)
- Tầm bay: 1.783 nmi (3.300 km, 2.050 mi)
- Trần bay: 24.000 ft (7.300 m)
- Vận tốc lên cao: 1.200 ft/phút (6,1 m/s)
- Tải trên cánh: 60,5 lb/ft² (287 kg/m²)
- Công suất/trọng lượng: 0,081 hp/lb (0,13 kW/kg)

Trang bị vũ khí

- 4 × ngư lôi 2.160 lb (980 kg) hoặc
- 4 × mìn hoặc bom 2.000 lb (907 kg) hoặc
- 8 × mìn 1.000 lb (454 kg) hoặc
- 16 × bom 500 lb (227 kg) hoặc
- 16 × bom chìm 330 lb (150 kg) hoặc
- 1 × bom chìm hạt nhân Mk.90 "Betty"

Hệ thống điện tử

- Radar AN/APS-44 (sau thay bằng loại AN/APS-80)